# Avenida Apoquindo
La avenida Apoquindo es la extensión del principal eje oriente-poniente de Santiago de Chile, dentro de la comuna de Las Condes.

## Etimología
Su nombre proviene del idioma quechua y significa “ramillete de flores para el (cerro) guardián” (del quechua: apuk-kintu ‘jefe-ramillete de flores’). Estando su nombre directamente relacionado con la veneración que se realizaba en la cultura inca al Apu del valle del Mapocho. 
Cuando los incas conquistaban una zona elegían como Apu al cerro más alto, que se convertía en lugar de veneración y sacrificios. En la cultura inca los Apu prestaban cuidado y tutelaje a los habitantes de los valles que eran regados por sus cumbres.  
El Apu de la zona era el El Plomo y en Apoquindo se cosechaban las mejores flores para adorarlo y, además, desde aquí partían las caravanas que iban en dirección al cerro para realizar el ritual llamado capac cocha, ceremonia que incluía fiestas y ofrendas de reconocimiento y de gratitud. 

## Descripción
Comienza en avenida Tobalaba como la continuidad de la Providencia y termina en el sector de Los Dominicos cuando se bifurca en dos calles: Camino El Alba y General Blanche. Sigue el antiguo trazado del camino colonial hacia la cordillera y es una importante arteria comercial que recorre sedes de embajadas y empresas.
Apoquindo pasa sobre parte de la Línea 1 del Metro de Santiago, sobre Tobalaba, El Golf, Alcántara, Escuela Militar, Manquehue, Hernando de Magallanes, y Los Dominicos, estación terminal situada en el sector del mismo nombre al término de esta avenida. Pasa también cerca de varios estadios de las comunidades extranjeras que inmigraron a Chile, como el Español y el Italiano, entre otros.

### Relación con los barrios
Esta avenida pasa por varios barrios pertenecientes principalmente a la clase socioeconómica media-alta, entre los que destaca El Golf, convertido hoy en el corazón del sector financiero conocido popularmente como Sanhattan. En este barrio se encuentra el edificio consistorial de Las Condes, pocos metros de donde se hallaba la antigua municipalidad, en cuyo lugar se inauguró en 2010 el Centro Cívico de la comuna. 
Importante es el sector que comienza en el cruce con Américo Vespucio, metro Escuela Militar, que debe su nombre al hecho de que a pocos metros hacia el norte se encuentra la Escuela Militar del Libertador Bernardo O'Higgins. Junto a la estación está el Subcentro Las Condes (galerías comerciales) y a pasos della hay una oficina de Registro Civil e Identificación (Apoquindo 4501); en su entorno inmediato se ubican embajadas, institutos profesionales y colegios; a unas tres cuadras al suroriente, en Neveria N.º 4855, se halla el Estadio Español.
Le sigue el barrio del sector de metro Manquehue al que dio impulso en su tiempo la construcción del centro comercial Apumanque y que luego, como la mayoría de los barrios residenciales modernos, se han cubierto de altos edificios. 

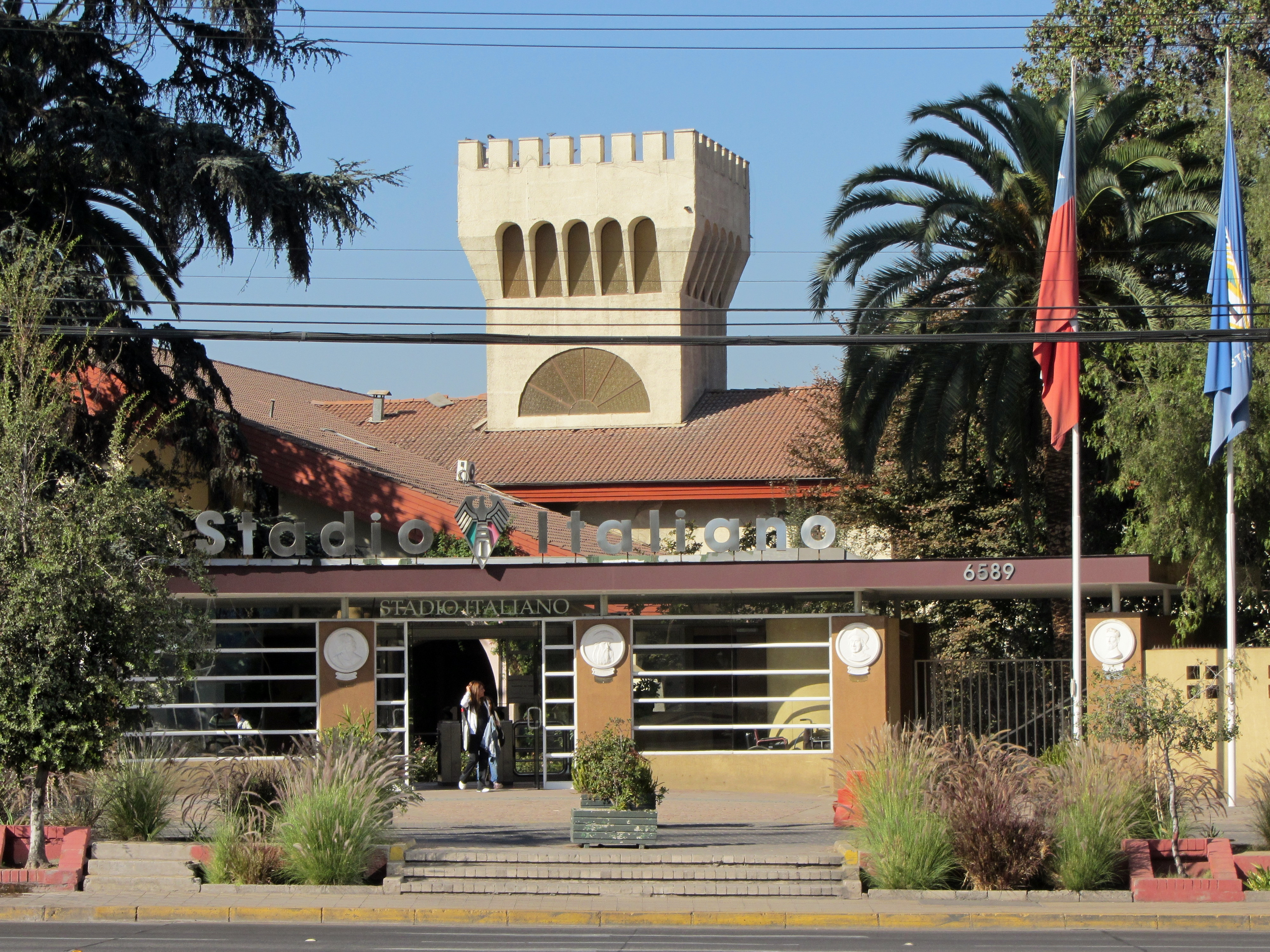
Estadio Italiano

Después viene el barrio Noruega en el que antes se encontraban solamente pubs, restoranes baratos y cabarets pero que experimentó un cambio radical por la construcción del metro. En la punta de diamante frente al Estadio Italiano quedaba en los tiempos antiguos la posada Resbalón, en la que pernoctaban las carretas con cobre de la mina Disputada. Al frente se encuentra la sede de la Corporación Cultural de Las Condes con su Centro Cultural, antigua propiedad de la chacra El Rosario de los Fernández del Solar en la que vivió Juana Fernández del Solar, famosa como santa Teresa de Los Andes. Un par de cuadras más arriba está la avenida Carol Urzúa, en cuya esquina ocurrió el atentado cometido por el MIR en 1983 que terminó con la vida del general Carol Urzúa. 
Otro polo es el creado en torno a la plaza Monseñor Manuel Larraín, y en ella se encuentra la boca del metro Hernando de Magallanes, nombre también de una de las calles a las que da la plaza. En el centro comercial que se encuentra rodeándola hay una serie de comercios establecidos de larga data como el restorán El Castillo y otros. 

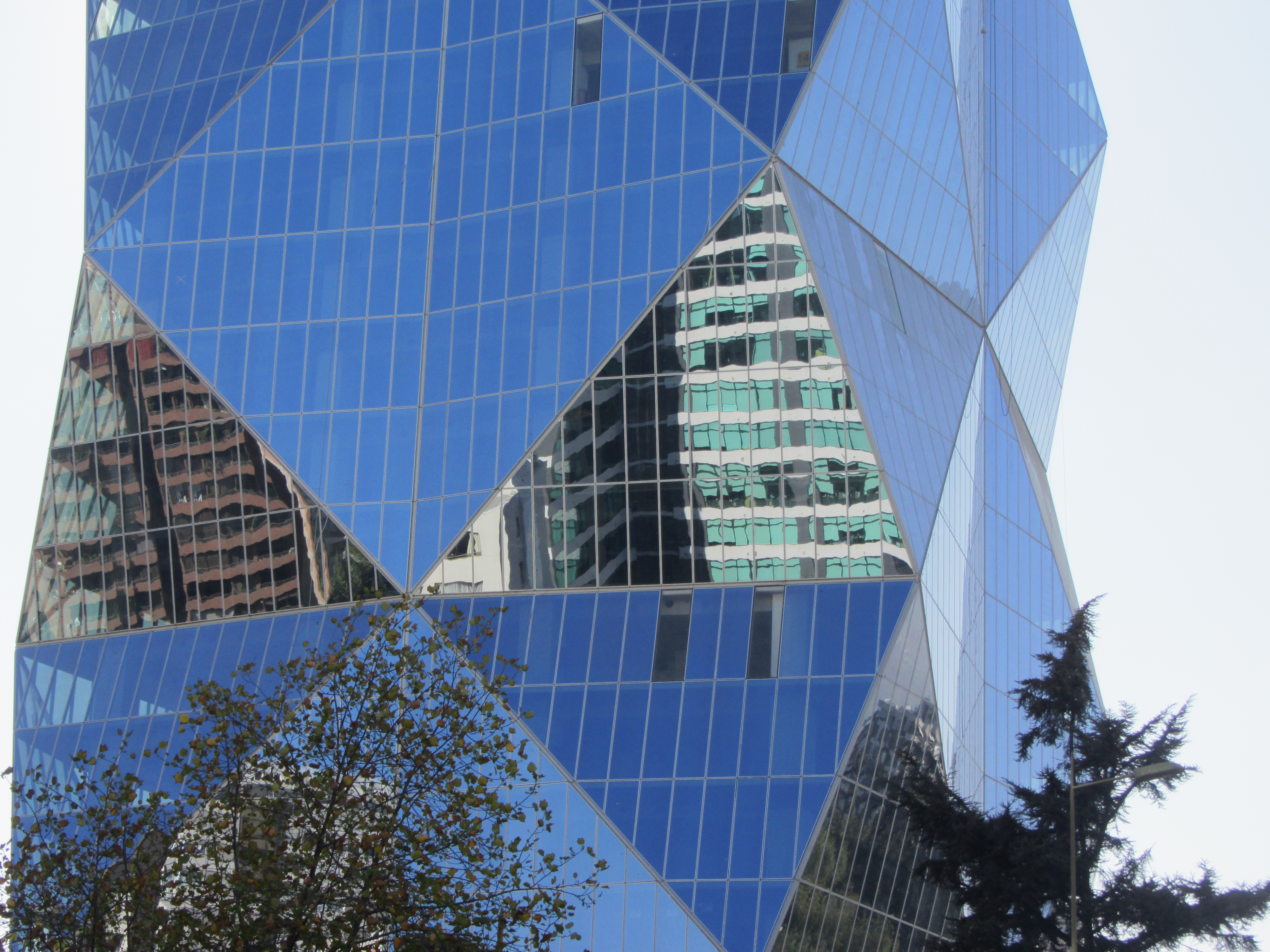
Detalle del edificio Génesis, arq. Gustavo Krefft

El siguiente eje vial es el de las avenidas Chesterton / Tomás Moro, en cuyo ángulo sureste está la plaza de la Paz; en la esquina sur se ubicaba la casa presidencial de Tomás Moro de Salvador Allende. Durante el golpe militar de 1973 encabezado por el general Augusto Pinochet el lugar fue bombardeado por la aviación y después saqueado. La plaza tiene una estatua de Marta Colvin a la paz que fue derribada en esa ocasión por el entonces teniente Miguel Krassnoff (comandó las fuerzas de alféreces y cadetes que asaltaron la casa presidencial). Permaneció descabezada por una veintena de años hasta que fue restaurada.
Las siguientes cuatro manzanas hasta el final de la avenida, fueron construidas desde mediados de la década de 1960 a principios de la década de 1970. La vereda norte era una chacra en la que el gobierno de la Unidad Popular levantó una población para personas de medianos ingresos. Consistía en casas de 70 metros cuadrados, con terrenos que fluctuaban entre lo 250 y 350 metros cuadrados. Estas casas fueron rápidamente remodeladas, y ahora, por su proximidad al metro, las propiedades de este sector son sumamente valiosas.
Apoquindo ternima en una bifurcación, donde se divide en las avenidas Camino El Alba y General Blanche. El sector se llama Los Dominicos, famoso por el parque de su nombre con su pueblito artesanal y por la iglesia de San Vicente Ferrer, conocida como la parroquia de los Dominicos por encontrarse en el antiguo lugar del convento del mismo nombre.

## Cultura

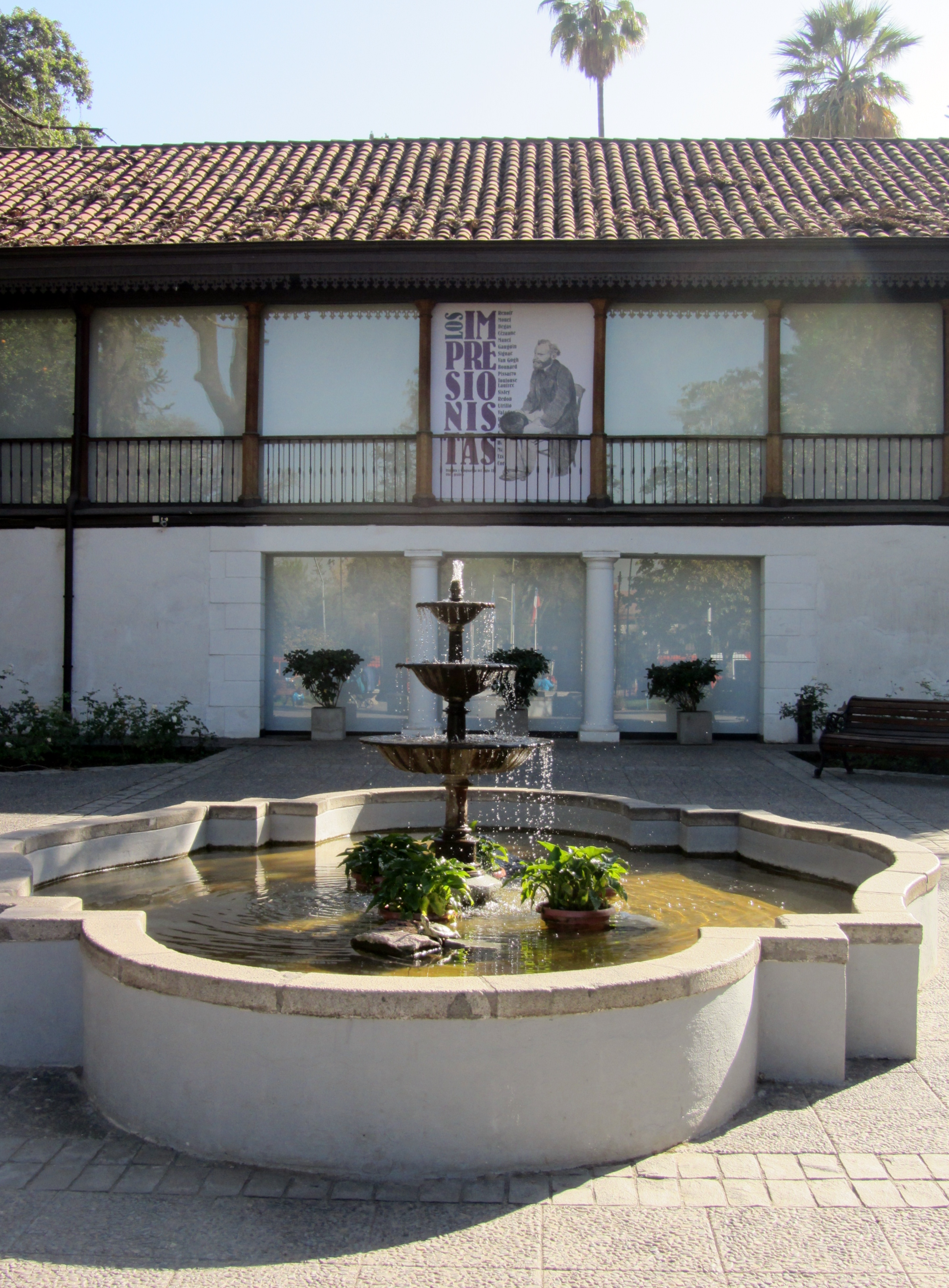
Centro Cultural Las Condes

En la avenida Apoquindo hay numerosas esculturas y bancas pintadas por artistas nacionales; también muchas instituciones culturales tienen sus sedes en esta importante arteria del barrio alto de Santiago. Entre las esculturas destacan las de Pilar Landerretche en el acceso norte a la estación El Golf del metro capitalino; Unión Cobre, de Sergio Castillo, que se ubica ante la entrada del edificio de Antofagasta Minerals (Apoquindo 4001), El mensajero, de Arman, ante el edificio de la Cruz Blanca (arquitecto Gustavo Krefft, Apoquindo 3039), las de Osvaldo Peña ante los edificios del Grupo Security —Jardín (Apoquindo 3150) y Observador (arquitecto Yves Besançon, Apoquindo 3131)— y la que honra la memoria del géografo italiano del siglo XVI Antonio Pigafetta en la plaza del mismo nombre, cerca de Apumanque y la estación Manquehue; el busto de Arturo Prat y la escultura Esmeralda II del artista Francisco Gacitúa en la punta de diamante que conecta Apoquindo con la avenida Las Condes.
En la esquina de ambas calles se encuentra asimismo la casona de la antigua chacra El Rosario, hoy sede de la Corporación Cultural y su Centro Cultural (Apoquindo 6570), donde suelen organizarse importantes exposiciones de artes plásticas, presentaciones de libros y otros eventos.
El Centro Cívico (San Martín y Pascal Arquitectos, inaugurado en 2010) con el Teatro Municipal y la Sala de Arte de la citada Corporación se ubican junto al acceso norte de la estación de metro El Golf, en Apoquindo 3300, donde se encontraba antes la sede de la municipalidad; el Centro da, al otro lado, al comienzo del Paseo de las Esculturas La Pastora, con diez obras de connotados artistas nacionales. 
En Apoquindo hay otras salas de exposiciones, como la de la Fundación Itaú (n.º 3457) o del hall de la Municipalidad de Las Condes, en el edificio consistorial (n.º 3400, arquitecto Cristián Undurraga). Además, precisamente a la altura donde se encuentra esta última y el Centro Cívico comenzó en 2010, en el marco de los proyectos para festejar el Bicentenario de la Independencia, el de las bancas pintadas por artistas, con 40 escaños que se instalaron en la avenida y que después se extendió a otros sectores del barrio El Golf, particularmente a Isidora Goyenechea en 2012; en 2014 se agregaron bancas en ambas arterias.

## Baleo de Apoquindo
En esta avenida santiaguina, el 21 de octubre de 1993 se produjo el llamado baleo o masacre de Apoquindo, en el que 8 personas resultaron muertas luego de que militantes del izquierdista Movimiento Juvenil Lautaro asaltaran una sucursal del banco O'Higgins. El vigilante del edificio fue abatido durante el robo, después del cual los asaltantes trataron de huir en un microbús, que fue interceptado por la policía; en el tiroteo que estalló perecieron otras siete personas: tres lautaros, tres pasajeros y un policía; hubo doce heridos.

## Galería

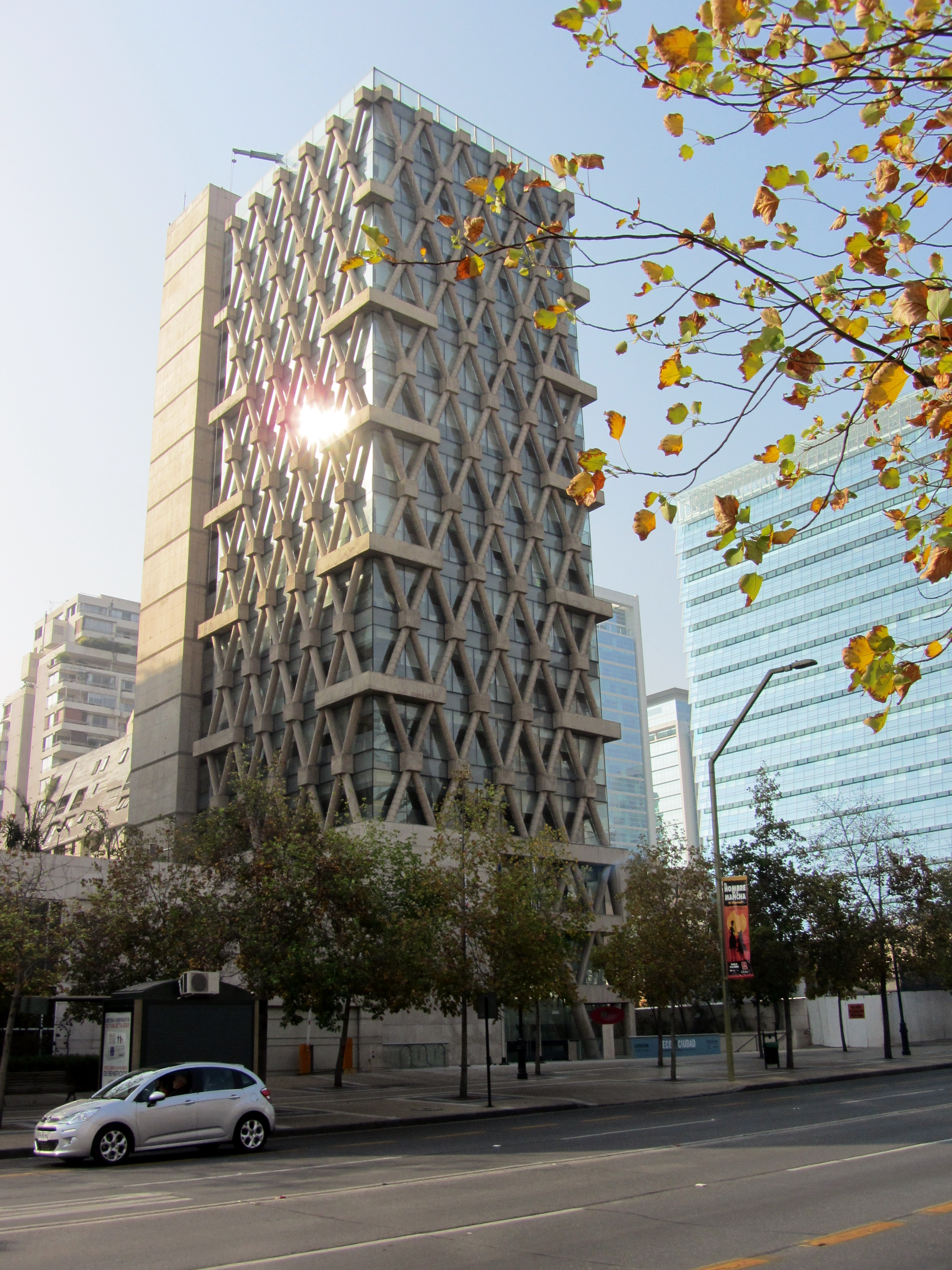
Edificio consistorial, arq. Cristián Undurraga
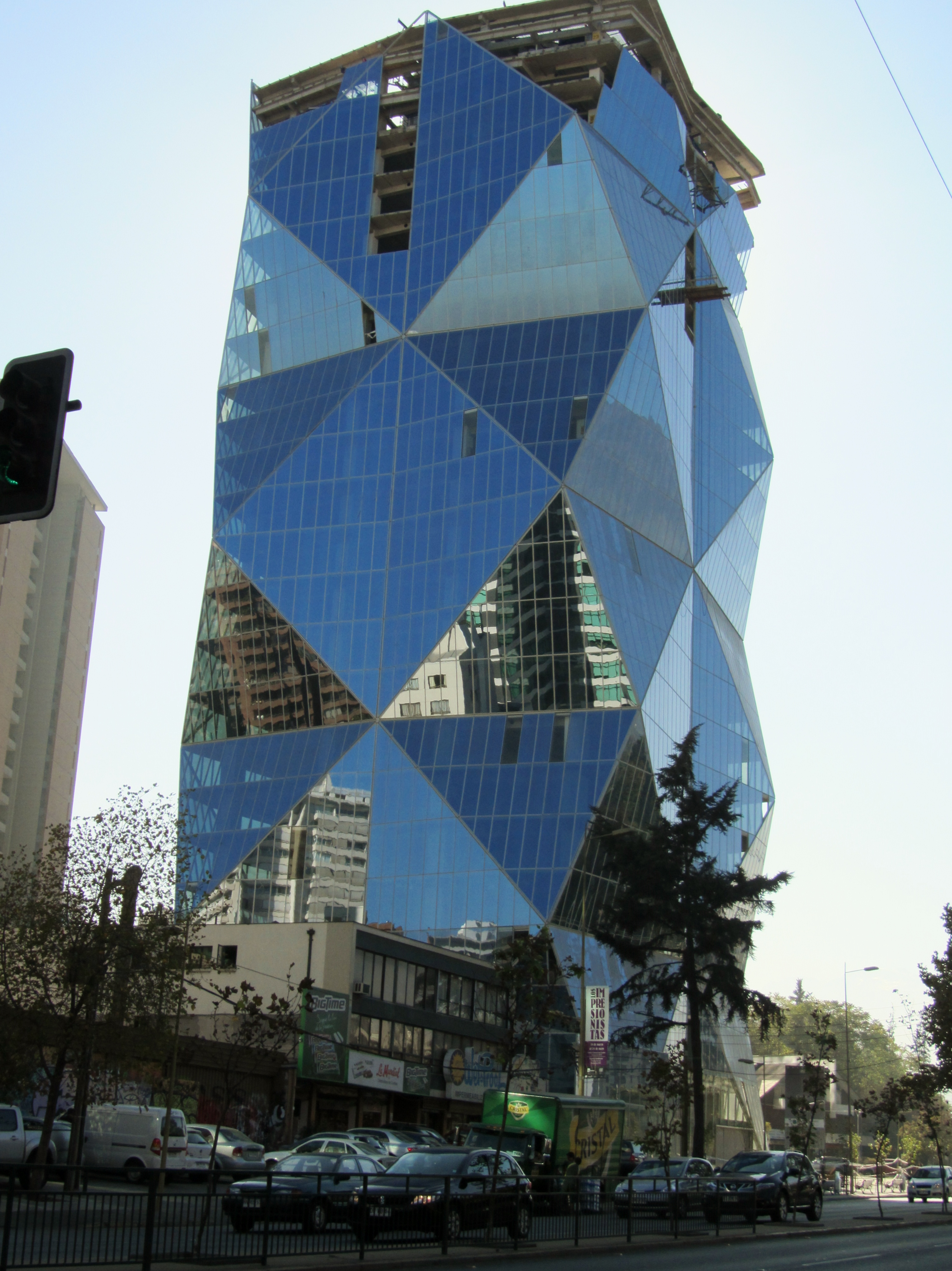
Edificio Génesis (inconcluso), arq. Gustavo Krefft
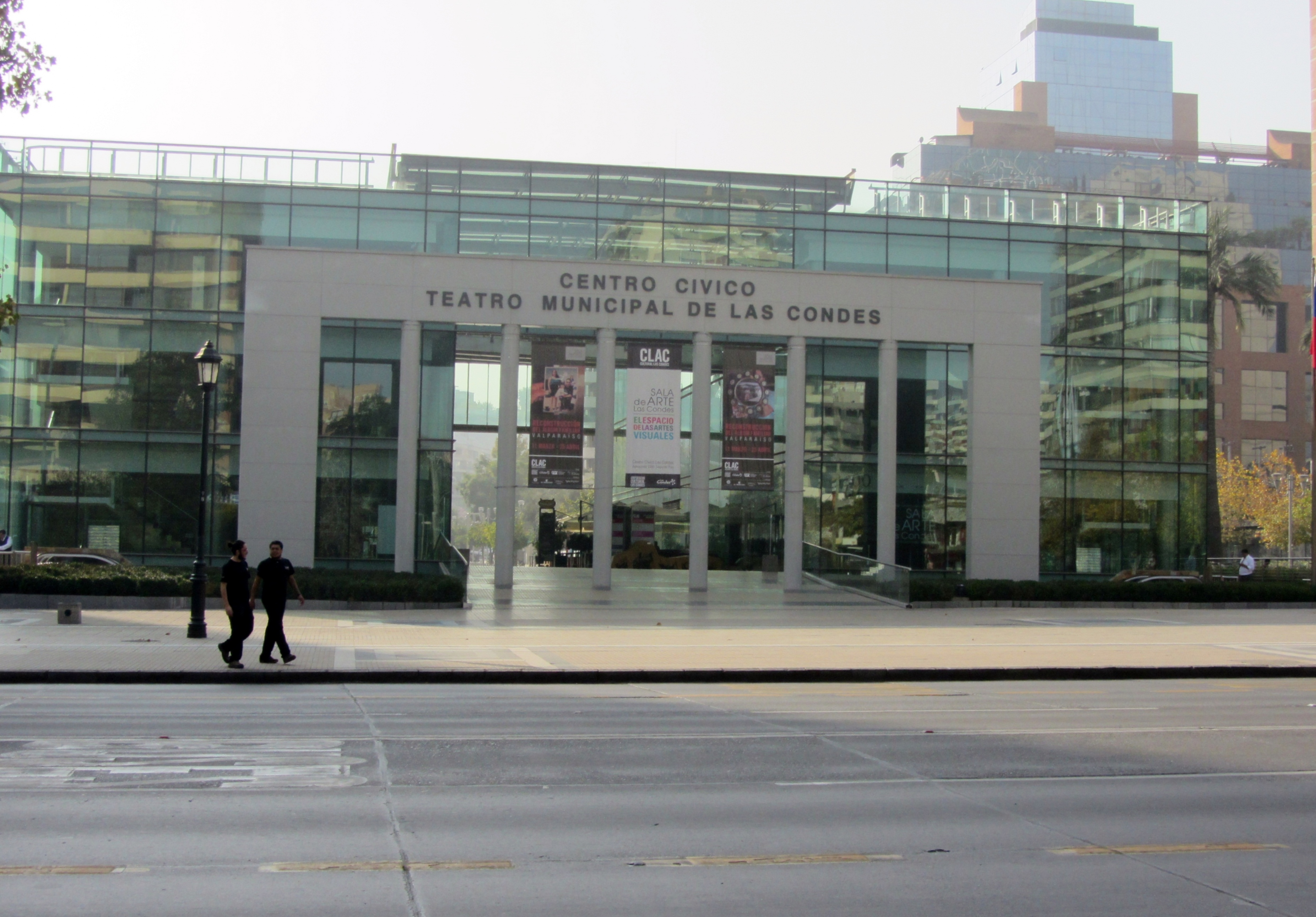
Centro Cívico y Teatro Municipal
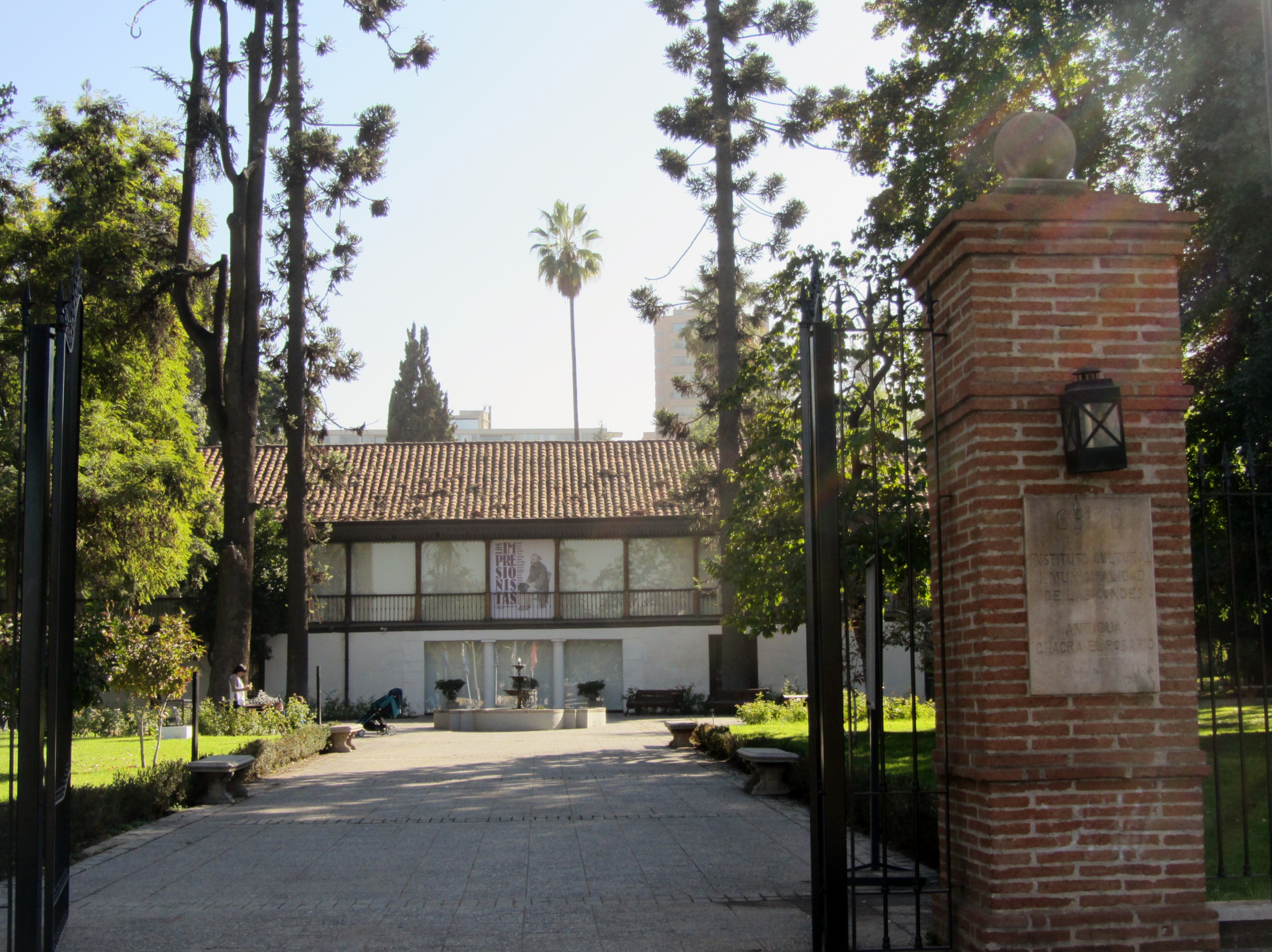
Corporación Cultural de Las Condes
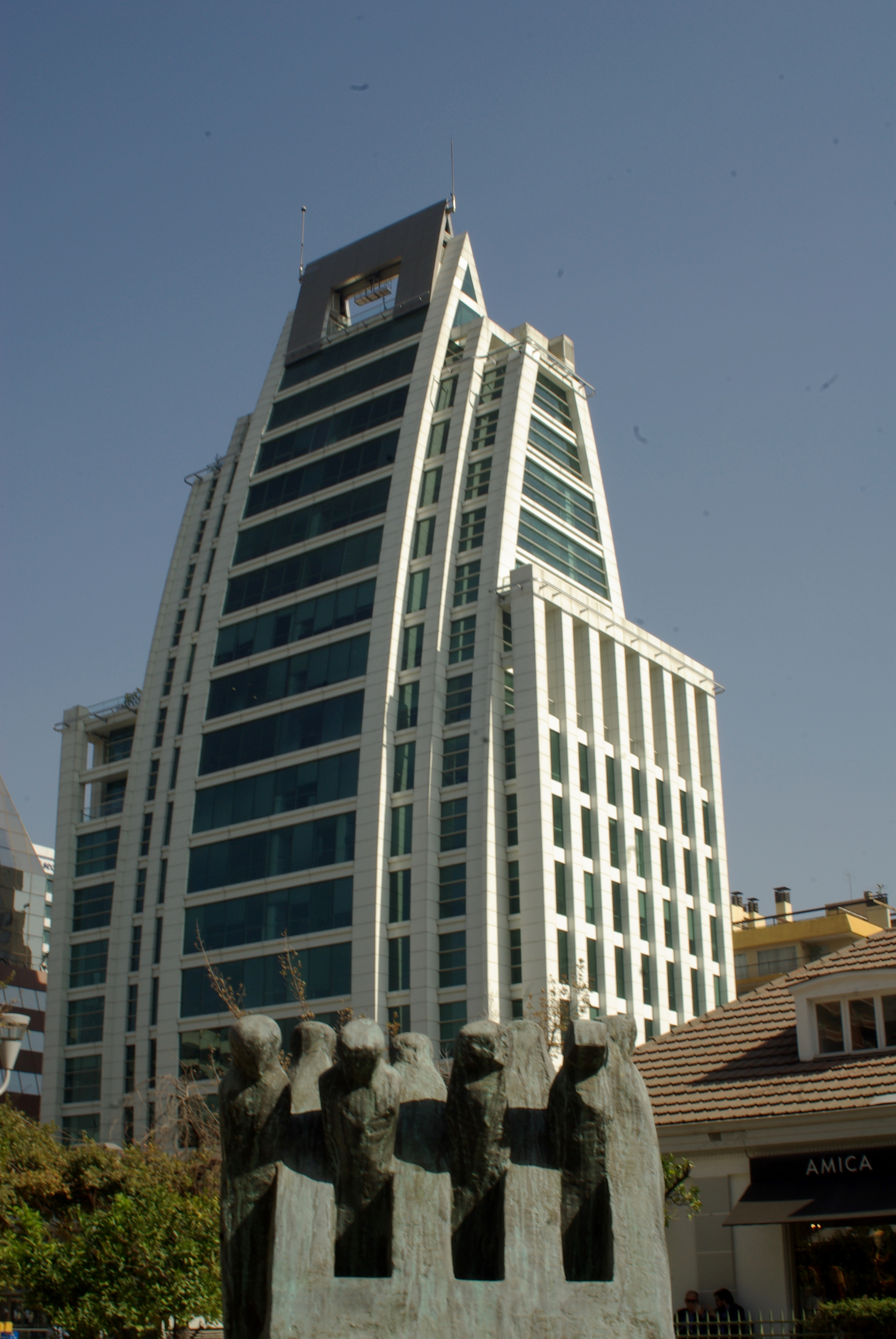
Edificio de Metrogás, arq. Domínguez y Rencoret

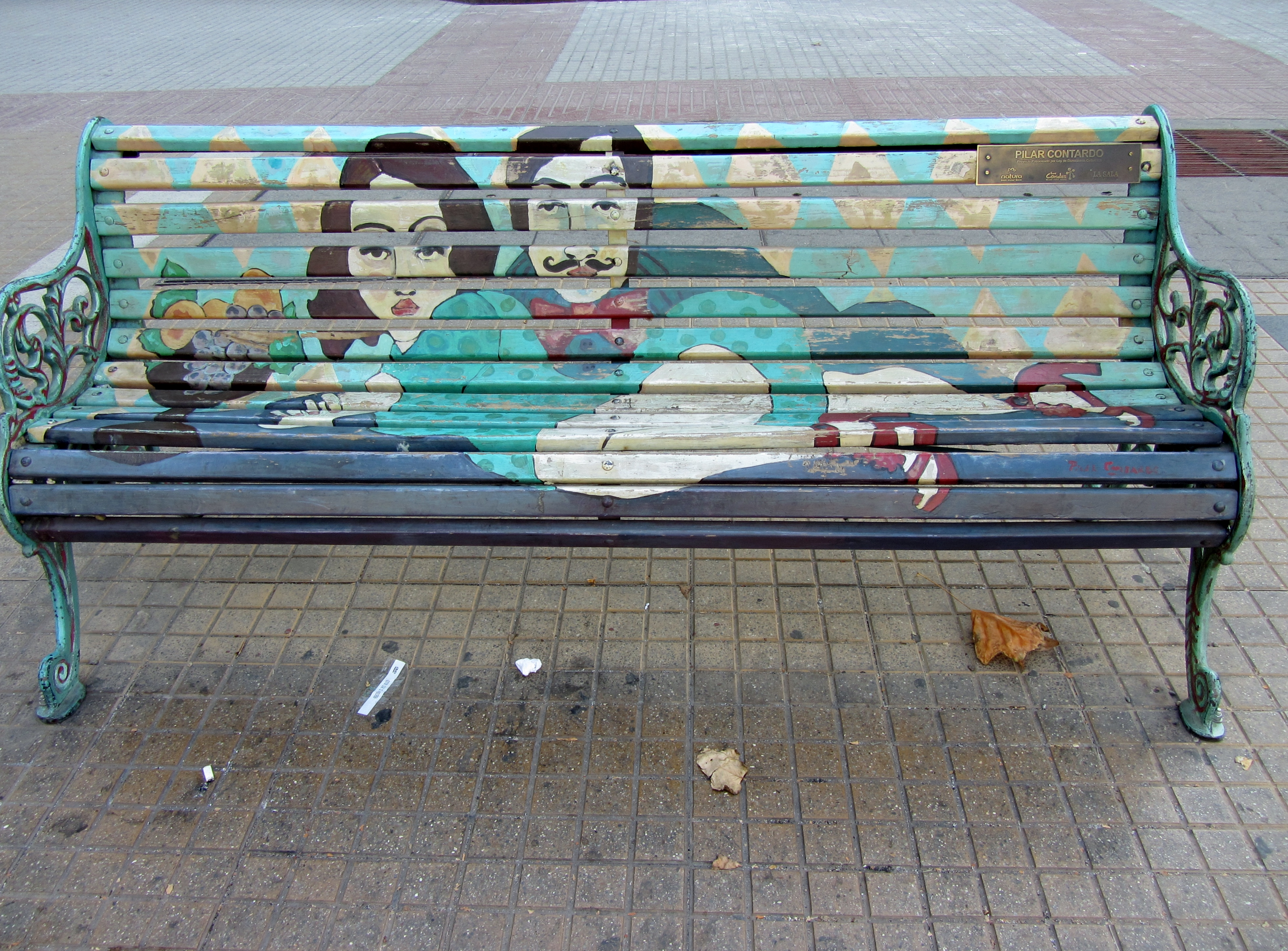
Pilar Contardo (acera norte)
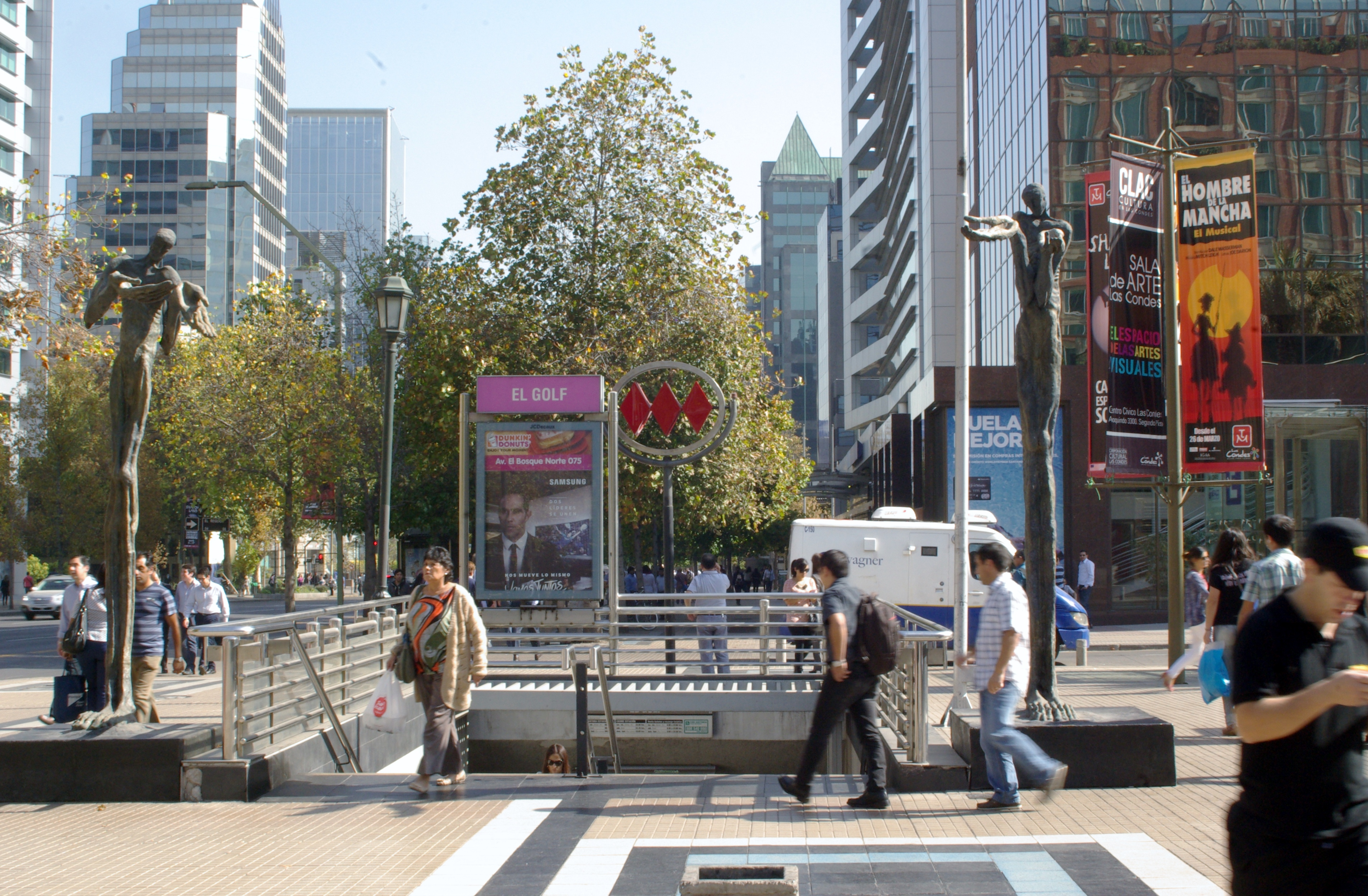
Acceso a la estación El Golf, flanqueado por las esculturas de Landerretche
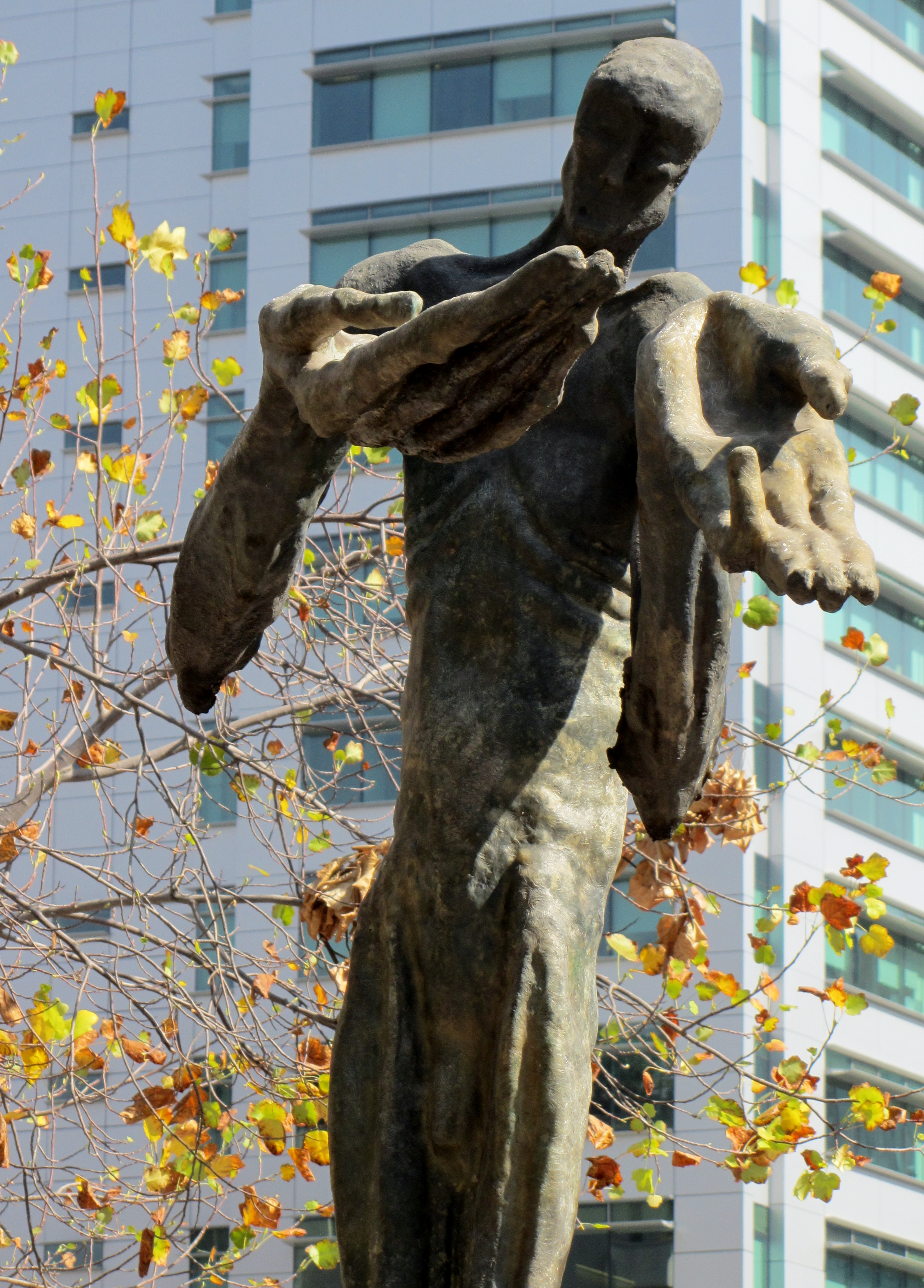
Detalle de escultura de Landerretche
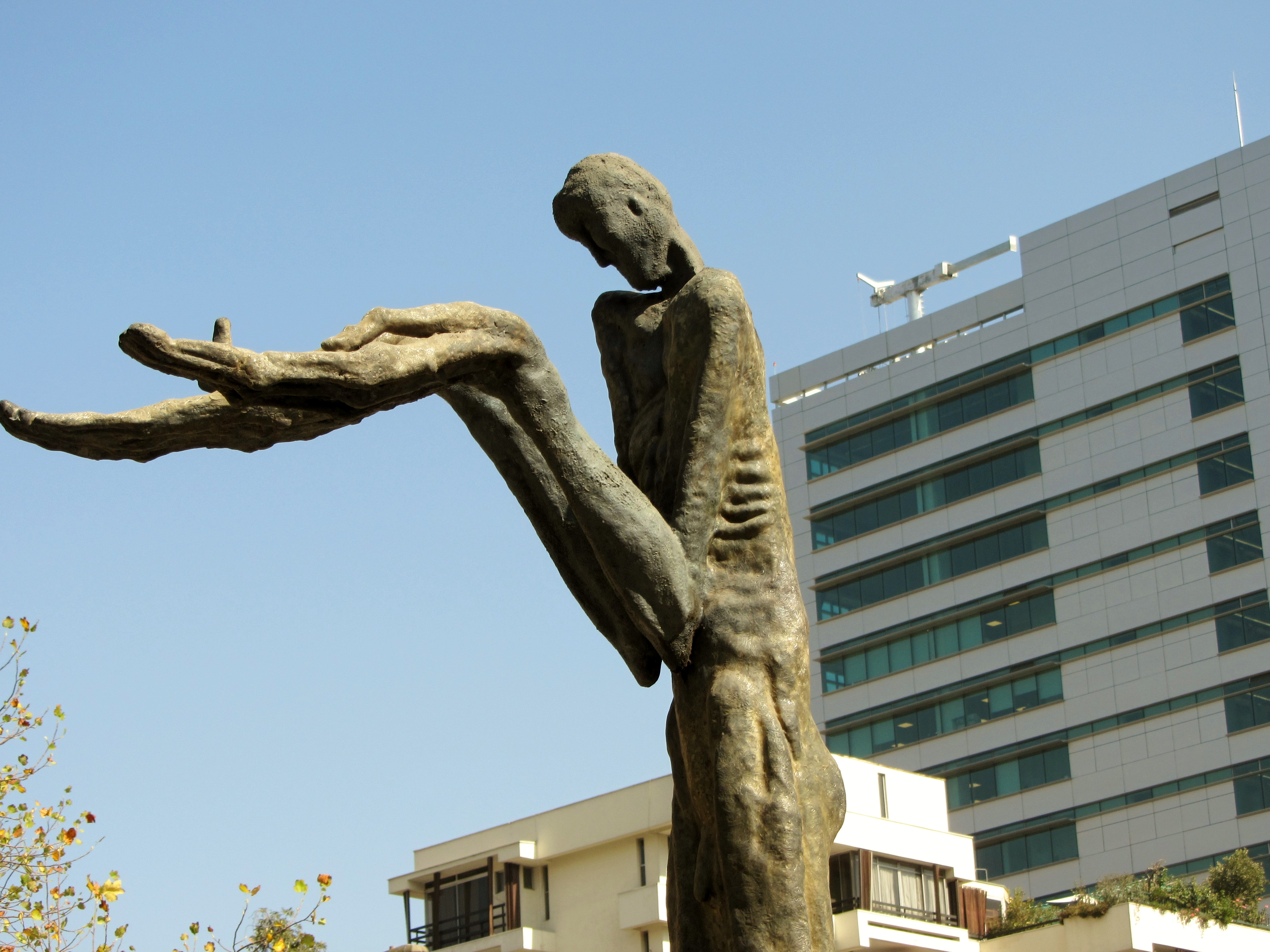
Detalle de escultura de Landerretche
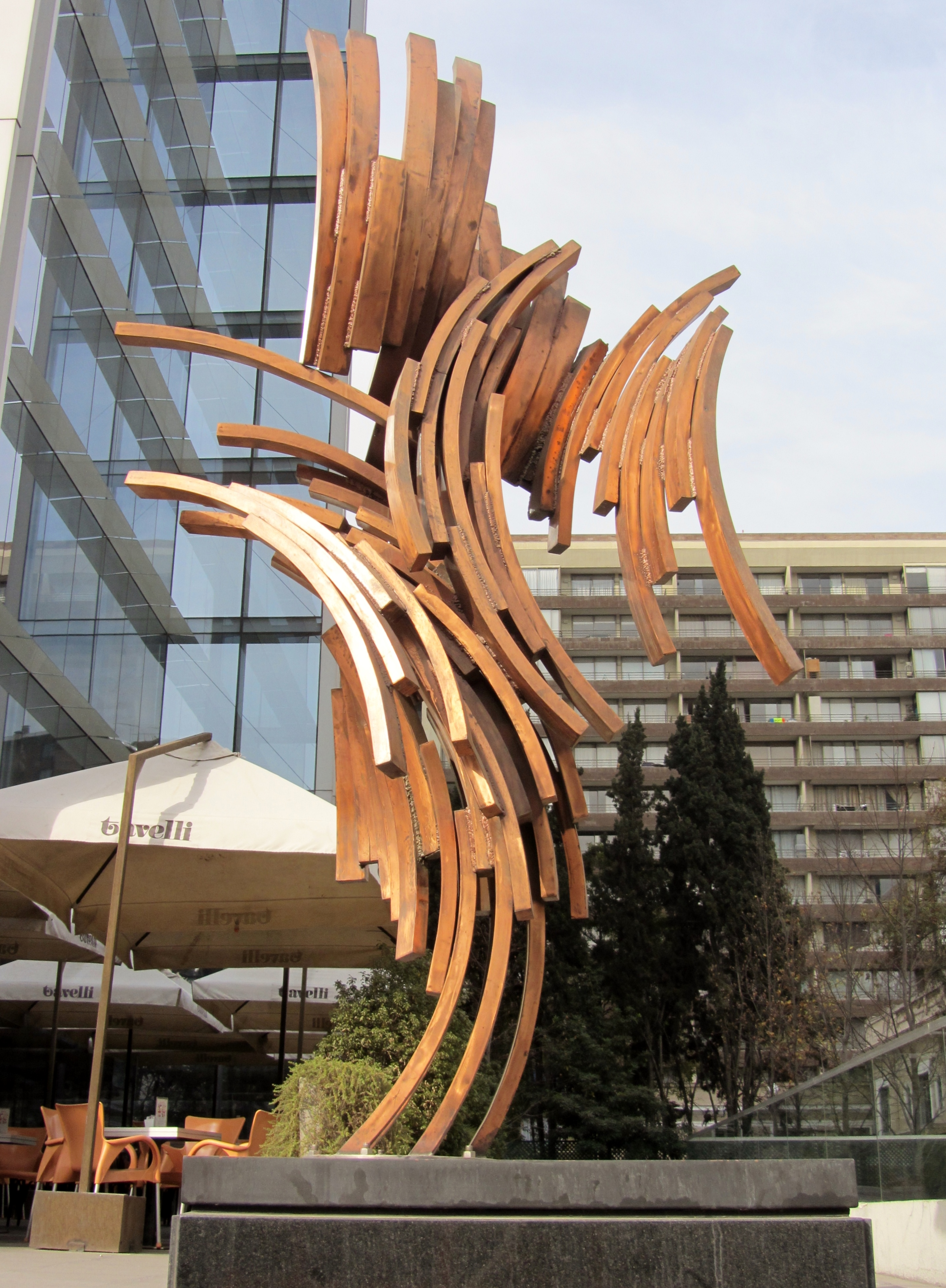
Unión Cobre, de Sergio Castillo
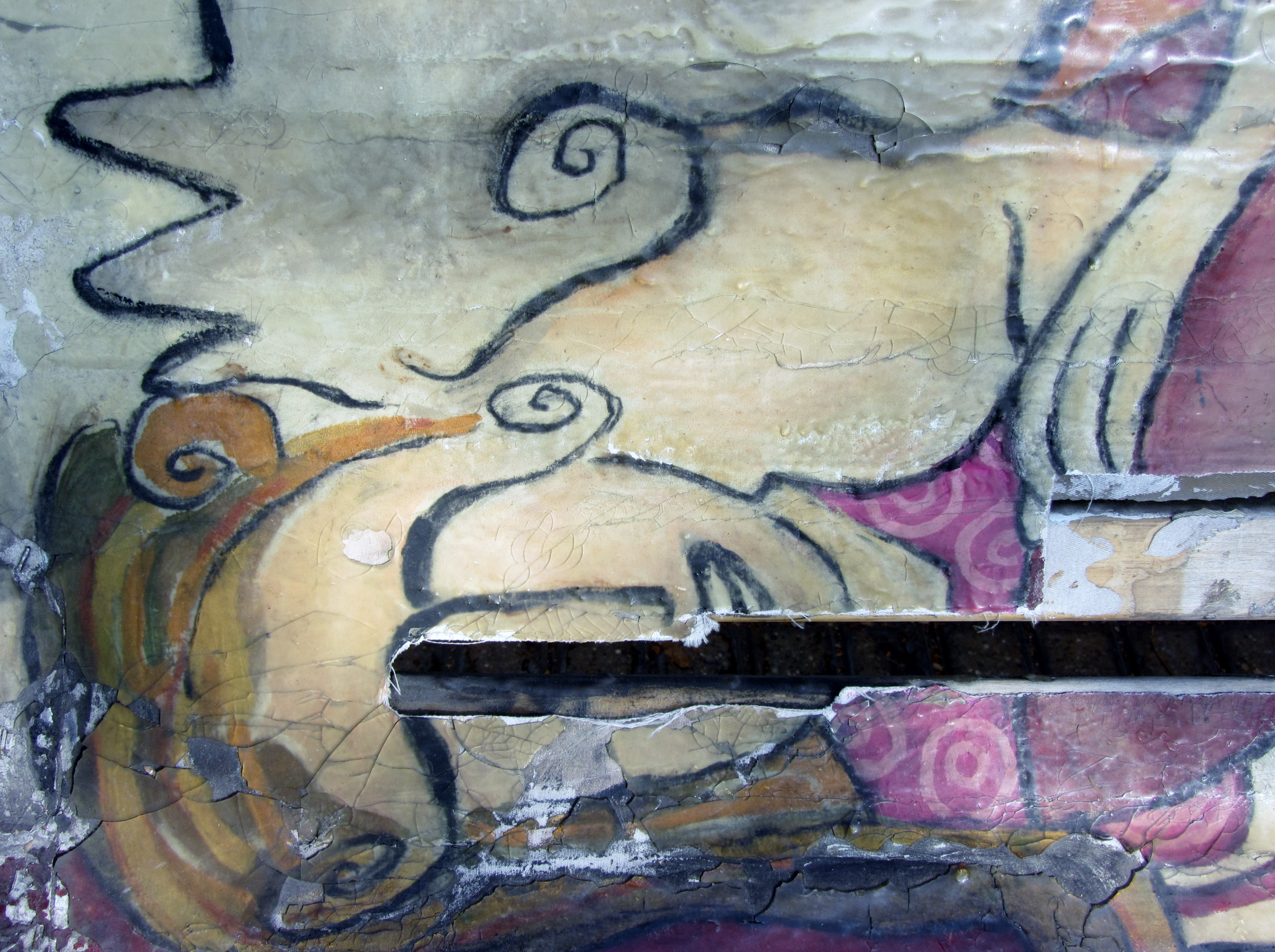
Detalle de banca de Renate Neumann (acera sur)
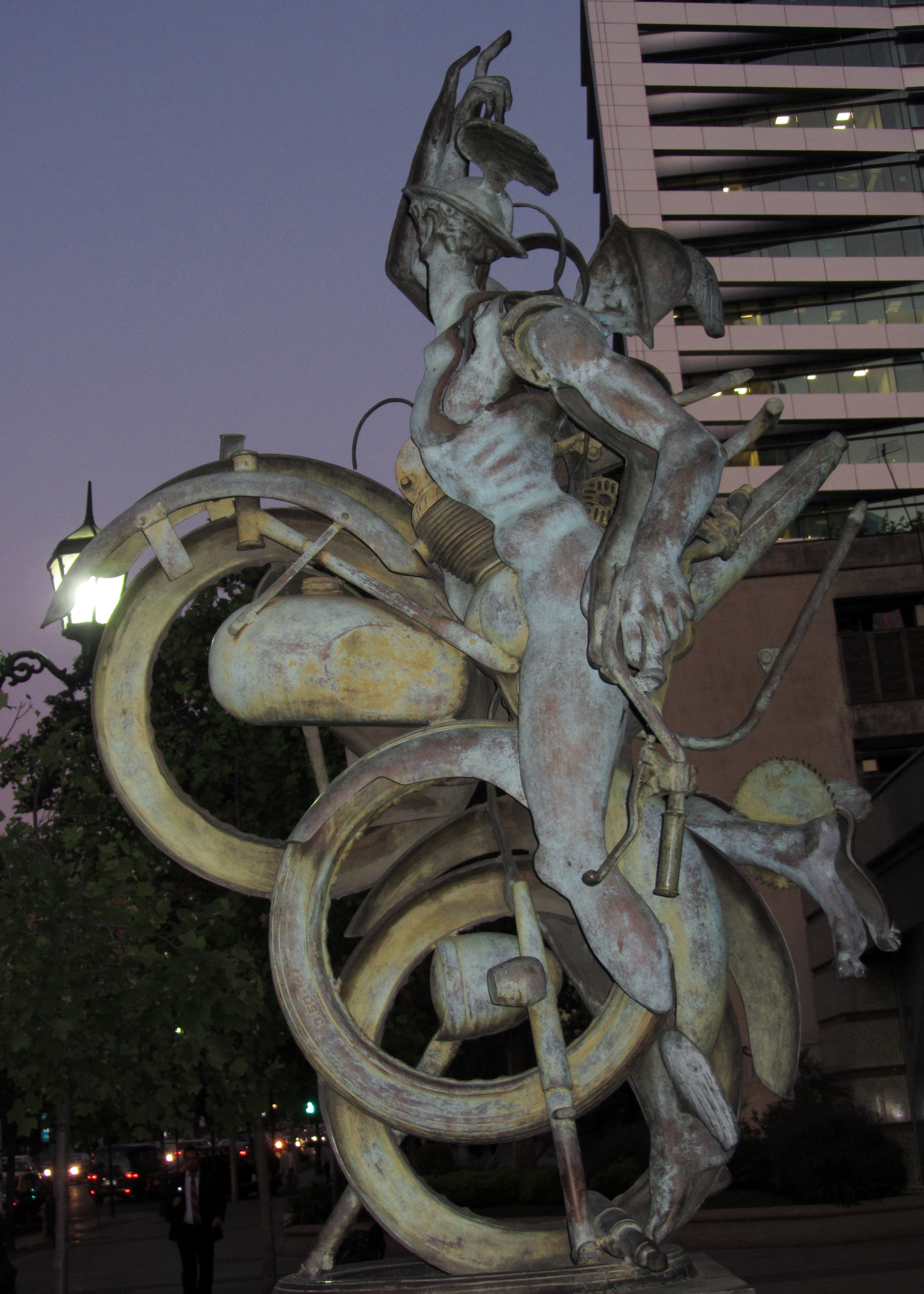
El mensajero, de Arman
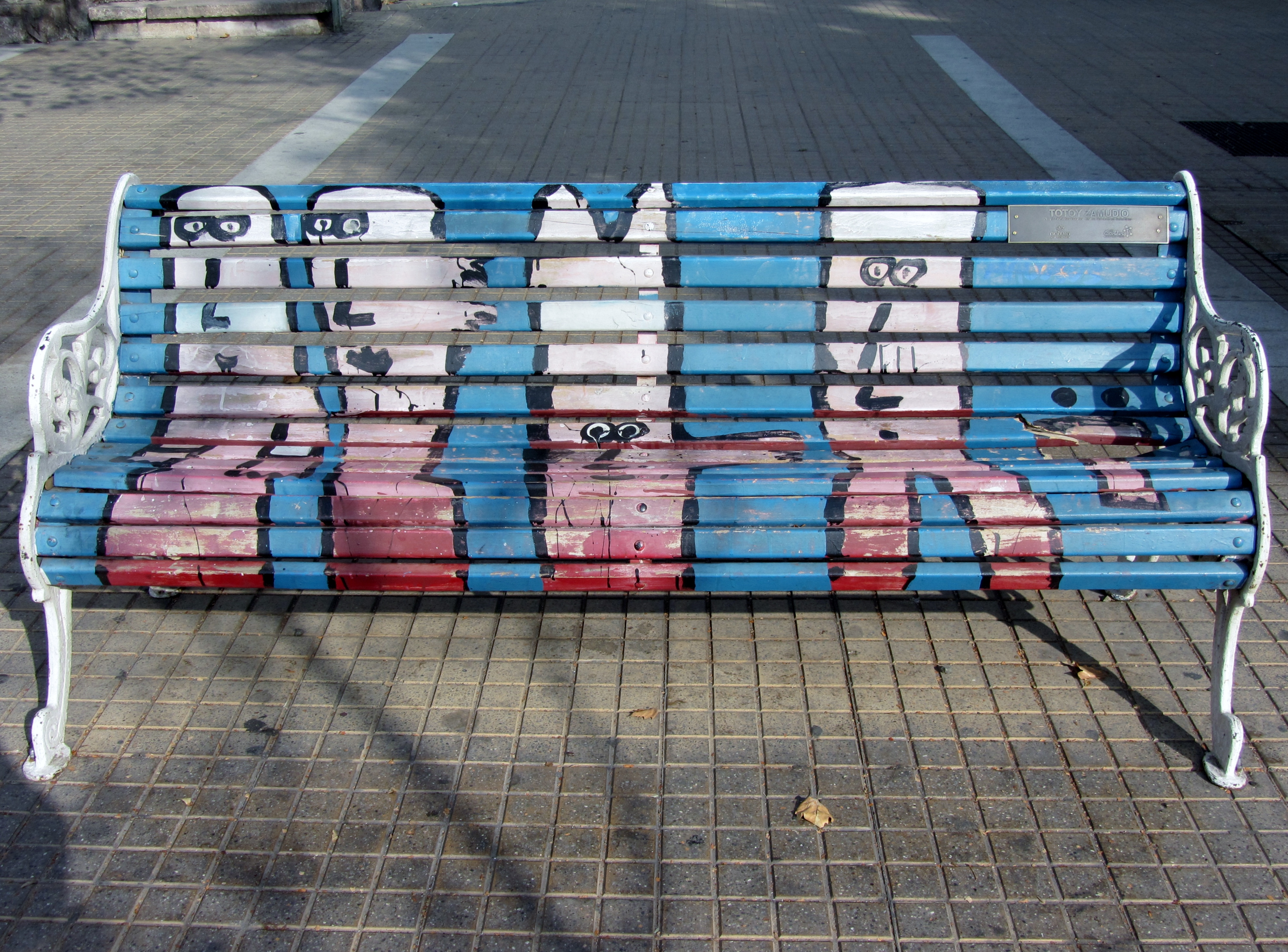
Totoy Zamudio (acera sur)
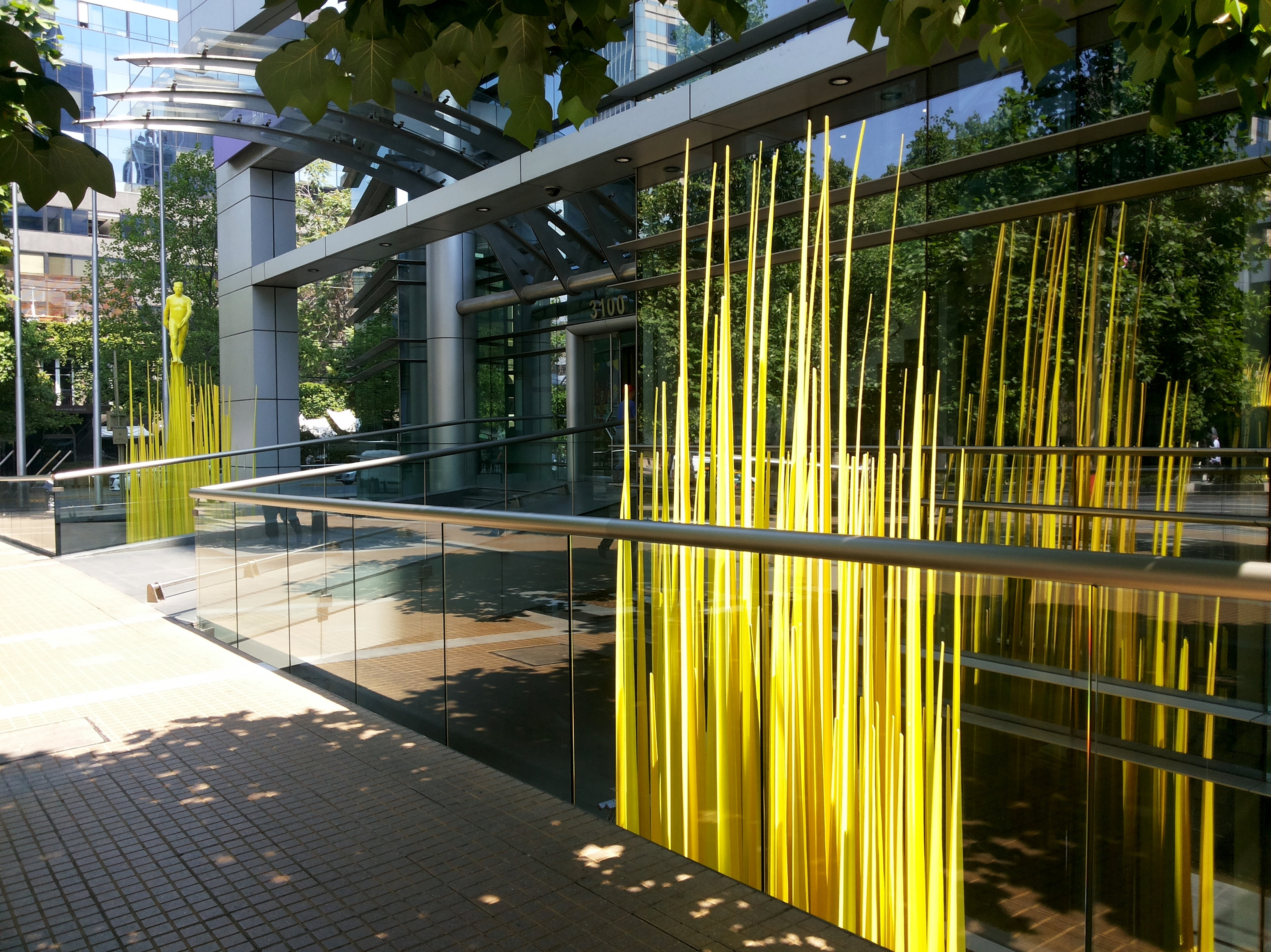
Jardín, de Osvaldo Peña
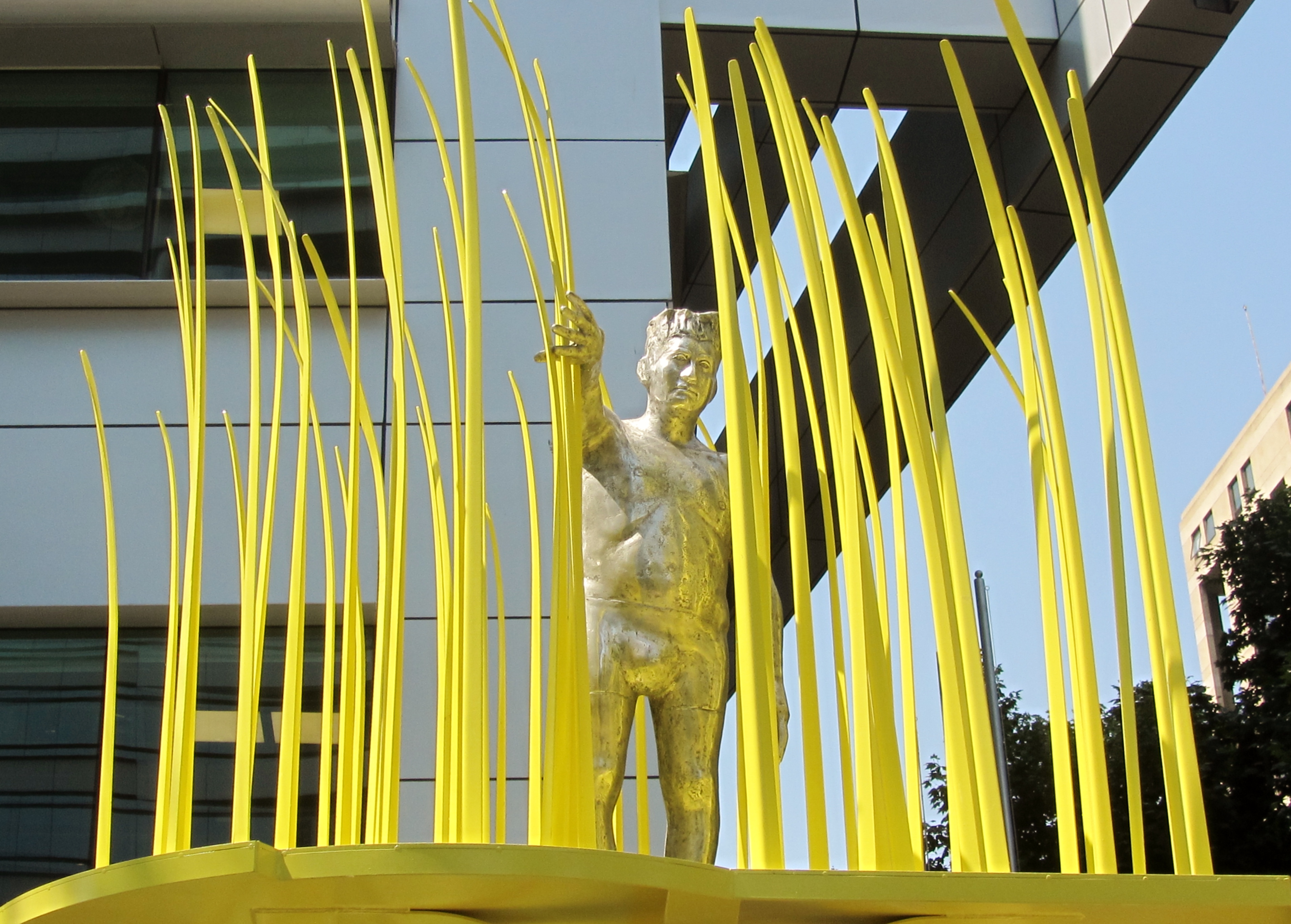
Obsevador, de Osvaldo Peña